# محمد بن عبد العزيز الخزاعي
الشيخ محمد بن عبد العزيز الخزاعي (الخزاعي) ( بالعربية: محمد بن عبدالعزيز الخزاعي، بالحروف اللاتينية : محمد بن عبد العزيز الخزاعي) هو سياسي عراقي ودبلوماسي ورجل أعمال وزعيم قبيلة بني خزاعة ورئيس سلالة الخزاعي الملكية. وهو حفيد جلالة الأمير شرماحي الخزاعي، آخر ملوك الفرات الأوسط والسفلي. يُعرف بنفيه من قبل الرئيس العراقي السابق صدام حسين لمشاركته مع جماعات المعارضة ونشاطه المناهض لحرب العراق وجهود المصالحة المهمة بعد الحرب. في عام 2020، طُرح اسم الشيخ محمد ليصبح رئيس وزراء العراق إذا فشلت حكومة مصطفى الكاظمي المؤقتة في الحصول على أغلبية الأصوات في البرلمان العراقي. في عام 2022، طُرح اسمه مرة أخرى ليصبح رئيس وزراء العراق؛ تنافس مع رئيس الوزراء محمد شياع السوداني على ترشيح الأحزاب السياسية الرئيسية لتشكيل حكومة.   ويُنظر إليه على أنه صاحب المركز الثاني بحكم الأمر الواقع في انتخابات عام 2022.

## الحياة الشخصية

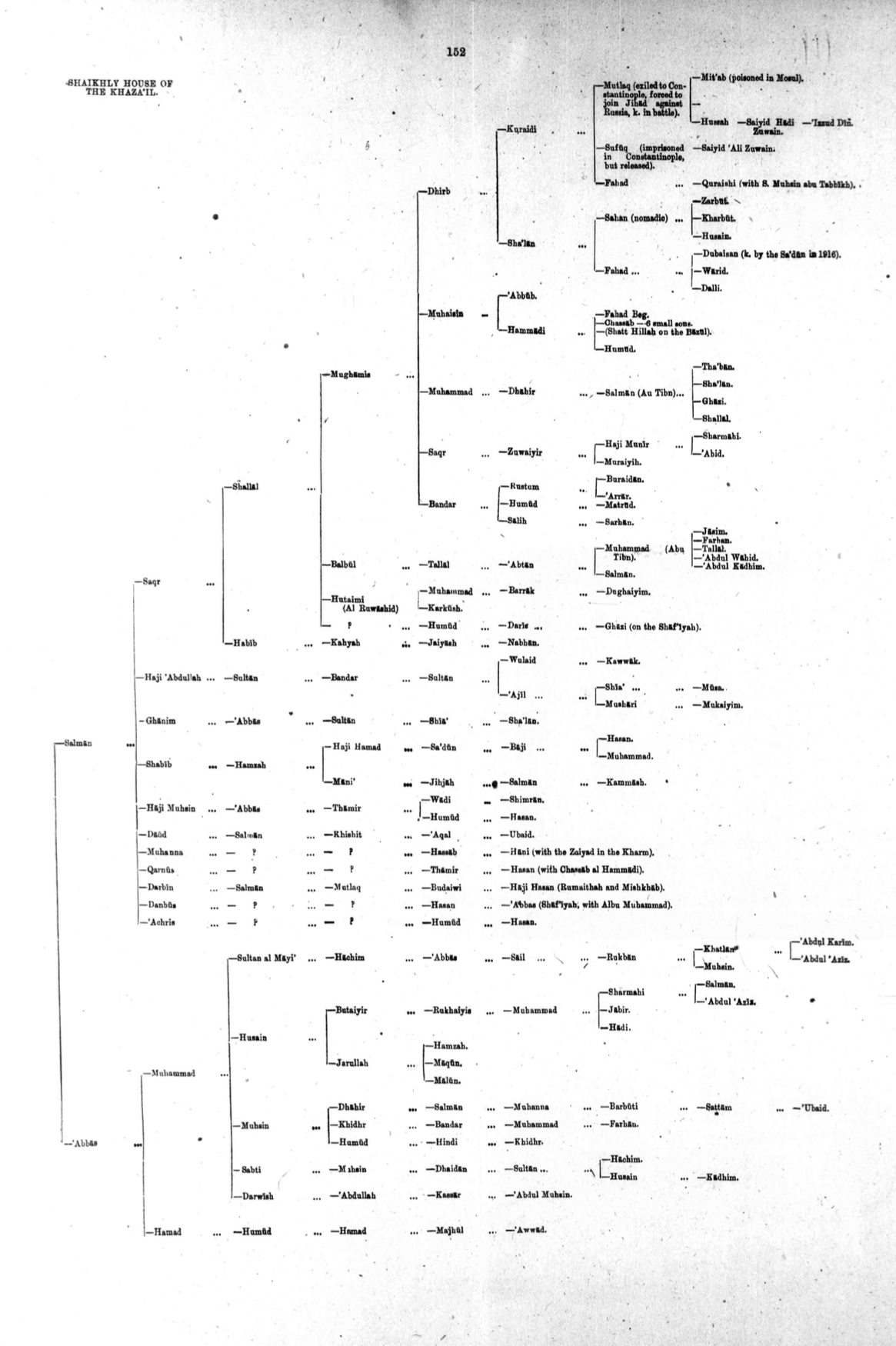
نسب الشيخ محمد بن عبد العزيز بن شرماحي الخزاعي (الخزاعي)، مأخوذ من جدول نسب آل خزاعي الذي أنتجته المخابرات البريطانية، سنة 1918. ومع ذلك، يحتوي على أخطاء كما اقترح المؤلف.

وُلِد الشيخ محمد عام ١٩٥٤ في الديوانية، المدينة التي أسسها أجداده، للشيخ عبد العزيز بن شرماحي الخزاعي، زعيم بني خزاعة وابن الأمير شرماحي، آخر ملوك الفرات الأوسط، وابنة شيخ قبيلة شمر في العراق. انتقل الشيخ محمد إلى المملكة المتحدة في سبعينيات القرن الماضي لدراسة الهندسة الميكانيكية. وخلال دراسته، التقى بزوجته الإنجليزية التي أنجب منها خمسة أطفال.

## عائلة
الشيخ محمد هو ابن الشيخ عبد العزيز بن شرماحي الخزاعي، الزعيم السابق لقبيلة بني خزاعة، ورئيس بيت الخزاعيل الملكي وعضو مجلس الشيوخ العراقي. كان جده الأمير شرماحي آخر ملوك الفرات الأوسط والسفلي حتى تم دمج مملكة الخزاعيل في الدولة العراقية الحديثة عام 1921. كانت عائلته ذات يوم أغنى عائلة في بلاد ما بين النهرين، حيث حكمت من مدينة عانة الشمالية إلى مدينة البصرة في أقصى الجنوب في أوجها.  كانوا معروفين برسومهم الباهظة على الأرض وعلى نهر الفرات، الذي كان في يوم من الأيام الطريق الرئيسي على طول طريق الحرير إلى بغداد وحلب، إلى تركيا وأوروبا. وكان الخزاعيل أيضًا أكبر موردي الأرز والحبوب في العراق والشرق الأوسط.
كان لدى المملكة في أوجها جيش قوامه 100 ألف جندي و30 ألف فارس.  أنشأ الخزاعيل العديد من الحصون والقلاع في جميع أنحاء مملكتهم، وبعضها لا يزال قائماً حتى اليوم مثل قلعة ضرب (زرب) في الديوانية، والتي سميت على اسم الأمير ضرب الخزاعي.
اشتهرت عائلة الشيخ محمد بكونها ألد أعداء الدولة العثمانية، إذ فشلت في إخضاع مملكة الخزائيل لحكمها خلال احتلالها لبلاد الرافدين. وفي نهاية المطاف، أدت مقاومة عائلة الخزائيل المتواصلة على مدى قرون إلى ترسيخ هيمنة المذهب الشيعي في بلاد الرافدين، وأنهت في نهاية المطاف 383 عامًا من الحكم العثماني في العراق.
زوجة الملك السعودي الراحل عبدالله بن عبدالعزيز آل سعود، الأميرة تاثيث بنت مشعان الفيصل الجربا، هي ابنة عمه من جهة والدته.

## جهود النفي والتوحيد
في عام 1983، شارك محمد في تأسيس أول ائتلاف معارض لنظام صدام حسين في لندن، إلى جانب السيد مهدي الحكيم، وصادق العطية، وسعد صالح جبر، والسيد محمد بحر العلوم، والسيد حسين محمد الصدر. وعقب مشاركته في جماعات مناهضة لصدام حسين في لندن، لم يتمكن الشيخ محمد من العودة إلى العراق، حيث سُحبت جنسيته رسميًا في مايو 1998. كما صادر صدام حسين أصوله العراقية عام 1988.
خلال فترة وجوده في المنفى، أسس الشيخ محمد ورعى ماليًا مركز أهل البيت الإسلامي المغلق الآن في كلافام عام 1986، وكان عضوًا في المجلس العام. أسس المركز مع السيد مهدي الحكيم الذي أعدمه عملاء صدام حسين بعد عامين في الخرطوم،  وصادق العطية والسيد محمد بحر العلوم.
في أعقاب وفاة رئيس المجلس المركزي لعشائر العراق، اللواء حسين علي الشعلان الزبيدي، في تفجير فندق عام ٢٠٠٨، دعا نائب الرئيس الشيخ محمد الخزاعي لتولي الرئاسة. وتمثل هذه المنظمة ١٥٠ عشيرة في العراق. 

## مؤتمر الوفاق الوطني العراقي (2005)
في نوفمبر/تشرين الثاني 2005، أطلق الشيخ محمد مؤتمر الوفاق الوطني العراقي، المعروف أيضًا باسم مؤتمر المصالحة العراقية. كان هذا الحدث، الذي استمر ثلاثة أيام، وعُقد في مقر جامعة الدول العربية بالقاهرة ، أحد أهم الجهود المبذولة بعد عام 2003 لجمع الفصائل السياسية والدينية العراقية المنقسمة بشدة. بدأ الشيخ محمد تنظيم المؤتمر قبل أكثر من عام في سبتمبر/أيلول 2004. 
وقد حظي المؤتمر بدعم الأمم المتحدة، وجامعة الدول العربية، والاتحاد الأوروبي، والولايات المتحدة، كما أيده شخصيًا الأمين العام للأمم المتحدة كوفي عنان، الذي كان ممثلاً في الحدث بواسطة أشرف قاضي، الممثل الخاص للأمم المتحدة في العراق.  وقد شكل هذا المؤتمر مناسبة نادرة حيث حضرته كل المجموعات السياسية والطائفية والعرقية العراقية الرئيسية، بما في ذلك ممثلون عن الطوائف الشيعية والسنية والكردية، فضلاً عن زعماء القبائل ومنظمات المجتمع المدني.

### تحضير
ابتداءً من سبتمبر/أيلول 2004، أطلق الشيخ محمد مفاوضات مكثفة مع أبرز الأطراف العراقية والدولية، مقترحًا عقد مؤتمر مصالحة وطنية. وشملت جهوده جولة دبلوماسية شملت دولًا أعضاء في جامعة الدول العربية ودولًا أوروبية، حيث سعى إلى حشد الدعم الإقليمي والدولي لهذه المبادرة.
وبحلول شهر ديسمبر/كانون الأول 2004، كانت ثلاثة أشهر من الجهود الدبلوماسية رفيعة المستوى قد أدت إلى إدخال المؤتمر في مرحلة التنفيذ. وفي الشهر نفسه، أشاد مسؤول كبير في الأمم المتحدة، طلب عدم الكشف عن هويته، بجهود الشيخ محمد، مؤكداً التزام الأمم المتحدة برعاية المبادرة وتوفير الدعم الدبلوماسي اللازم لضمان نجاحها. 
في 6 ديسمبر 2004، أعلن الشيخ محمد علناً عن خطته المكونة من ثلاث مراحل لتحقيق مؤتمر المصالحة، وعرضها على وسائل الإعلام العراقية. 

### المشاركة الدولية والإقليمية
جمع الشيخ محمد أهمّ الفاعلين الوطنيين والإقليميين في مؤتمرٍ لأول مرة في تاريخ الشرق الأوسط الحديث. استهل الجلسة الافتتاحية الرئيس العراقي جلال طالباني، ورئيس الوزراء العراقي إبراهيم الجعفري، والرئيس المصري حسني مبارك، ووزير الخارجية السعودي الأمير سعود بن فيصل آل سعود، ممثلاً الملك عبد الله بن عبد العزيز، إلى جانب الأمين العام لجامعة الدول العربية عمرو موسى، والممثل الخاص للأمم المتحدة أشرف قاضي. 
- وزراء خارجية جامعة الدول العربية وأعضاء اللجنة الوزارية المعنية بالعراق
- ممثلون من إيران وتركيا ومجلس التعاون الخليجي والاتحاد الأوروبي
- وفود من البنك الإسلامي للتنمية والهلال الأحمر والمنظمات الإنسانية

### الاتفاقيات والنتائج الرئيسية
وقد أسفر المؤتمر عن التزام بالإجماع من جميع الفصائل العراقية بشأن القضايا الرئيسية التالية:
- إشراك العرب السنة في العملية السياسية: بعد مقاطعة واسعة النطاق للحكومة الانتقالية العراقية بعد عام 2003، وافق ممثلو العرب السنة رسمياً على المشاركة في النظام السياسي الجديد في البلاد.
- الالتزام بوحدة العراق وسيادته واستقلاله: أكد المشاركون على وحدة أراضي العراق ورفض أي تدخل خارجي في شؤونه الداخلية.
- انسحاب القوات الأجنبية: دعا المؤتمر إلى الانسحاب التدريجي للقوات الأجنبية من العراق، وشدد على ضرورة إعادة بناء قوات الأمن في البلاد لضمان الاستقرار الوطني.
- الاعتراف بالمقاومة الوطنية ورفض الإرهاب: أقر الحضور بشرعية المقاومة المسلحة ضد الاحتلال الأجنبي ولكنهم أدانوا بالإجماع الإرهاب والعنف الطائفي والهجمات على المدنيين والمواقع الدينية والمؤسسات الإنسانية.
- التسامح السياسي والديني: التزمت الفصائل بالحوار السلمي واتفقت على رفض التحريض الطائفي والأيديولوجيات المتطرفة مثل التكفير.
- إطلاق سراح المعتقلين وسيادة القانون: دعا المؤتمر إلى الإفراج الفوري عن السجناء الذين لم توجه إليهم تهم بارتكاب جرائم ووضع حد للاعتقالات التعسفية.[21] [22]

### تشكيل مجموعات العمل
ونتيجة للمؤتمر، تم تشكيل مجموعتين عمل للإشراف على تنفيذ الاتفاقيات:
1. مجموعة العمل للمصالحة السياسية – برئاسة وزير الخارجية السعودي الأمير سعود بن فيصل آل سعود، وقد تم تكليف هذه المجموعة بتنسيق عملية المصالحة الوطنية في العراق.
2. لجنة تدابير بناء الثقة – برئاسة وزير الخارجية السوداني مصطفى عثمان إسماعيل، ركزت هذه المجموعة على استعادة الثقة بين الفصائل الطائفية والسياسية في العراق.

كما تم تشكيل لجنة تحضيرية خاصة للتخطيط لعقد مؤتمر متابعة في بغداد في أوائل عام 2006 للبدء في تنفيذ اتفاقيات القاهرة.

### انهيار اتفاقية السلام
ورغم الطبيعة التاريخية للمؤتمر والدعم الدولي الواسع الذي حظي به، فإن اتفاق السلام كان قصير الأجل.
في فبراير/شباط 2006، فجّر تنظيم القاعدة ضريح الإمامين العسكريين في سامراء، أحد أقدس المواقع الشيعية في العراق. أشعل الهجوم فتيل عنف طائفي واسع النطاق، مما أدى إلى تصعيد حاد في العداءات السنية الشيعية، وقوّض جهود المصالحة المتفق عليها في القاهرة. أُلغي مؤتمر المتابعة المقرر عقده في مارس/آذار 2006 في بغداد بسبب تدهور الوضع الأمني، وغرقت البلاد في صراع طائفي واسع النطاق استمر لسنوات عديدة.

### الإرث والتأثير
يظل مؤتمر الوفاق الوطني العراقي الذي دعا إليه الشيخ محمد أحد أهم محاولات المصالحة الوطنية في تاريخ العراق بعد عام ٢٠٠٣. وكانت المرة الأولى والوحيدة التي شاركت فيها جميع الفصائل العراقية الرئيسية، بما في ذلك المتمردون السنة والشيعة، في عملية سلام برعاية الأمم المتحدة وجامعة الدول العربية.
رغم عدم تنفيذ الاتفاقيات بالكامل، شكّل المؤتمر سابقةً مهمةً للجهود الدبلوماسية المستقبلية الرامية إلى تحقيق الاستقرار في العراق. وقد حظيت قيادة الشيخ محمد الخزاعي للمبادرة بتقدير واسع من الجهات الفاعلة الدولية والإقليمية، ولا يزال دوره في جهود المصالحة العراقية المبكرة يُشار إليه في مناقشات بناء الدولة بعد الحرب.

## المنتدى العراقي للحوار
في يناير 2022، أنشأ الشيخ محمد مركزًا فكريًا مقره بغداد يُسمى المنتدى العراقي للحوار. تهدف المؤسسة إلى تزويد صناع القرار العراقيين بحلول عملية لإعادة بناء الدولة العراقية، وتحديدًا في القضاء على الطائفية والعنف السياسي والفساد والمخاوف الأمنية. يضم الأعضاء كبار السياسيين العراقيين ورجال الدين ومسؤولي الدفاع والمخابرات، من بين الجهات الفاعلة في المجتمع المدني. ومن بين هؤلاء رئيس الوزراء السابق حيدر العبادي ووزير النفط السابق إبراهيم بحر العلوم ورئيس اتحاد علماء السنة العراقيين الشيخ خالد الملا.  كتب وزير الدفاع العراقي السابق عرفان الحيالي عن المبادرة:

" يشرفني أن أنضم إلى هذه المجموعة العظيمة من العراقيين الأصليين الذين يحملون العراق في قلوبهم... ويهدفون من خلال هذا المنتدى إلى التواصل المثمر والنشط في تبادل الآراء والمقترحات، وبناء رؤية علمية وعملية تساعد البلاد على مداواة جراحها." 

## الترشح لرئاسة الوزراء
في عام 2020، تواصل ممثل رجل الدين الشيعي السيد مقتدى الصدر، إلى جانب بعض أعضاء "الإطار التنسيقي"، وهو تحالف يضم أحزابًا سياسية شيعية رئيسية ويضم حزب الدعوة الإسلامية، مع الشيخ محمد الخزاعي للترشح لرئاسة الوزراء في حال عدم حصول حكومة مصطفى الكاظمي، المرشح لرئاسة الوزراء، على أغلبية الأصوات في البرلمان. إلا أن الكاظمي حصل على أغلبية الأصوات في البرلمان، ليصبح رئيسًا للوزراء في مايو 2020.
بعد الجمود السياسي الذي واجهه العراق بعد الانتخابات العامة في أكتوبر 2021 حيث لم يحصل أي حزب على عدد كافٍ من الأصوات لتشكيل الحكومة، اتصلت شخصيات برلمانية وعسكرية وشخصيات من المجتمع المدني بالشيخ محمد الخزاعي للترشح لمنصب رئيس الوزراء. وقد دعم ترشيحه الدكتور محمود المشهداني، عضو البرلمان والرئيس السابق لمجلس النواب العراقي؛ والسيد إبراهيم بحر العلوم، وزير النفط السابق؛ وعرفان الحيالي ، وزير الدفاع السابق؛ والشيخ سعد نايف مشعان الحردان، شيخ قبيلة الدليم؛ والشيخ غسان عبود الهيموس، شيخ قبيلة البو سلطان؛ والشيخ عبد الإله فهيم الفرهود؛ والقاضي مؤيد رياح.  كما دعمه رجل الدين الشيعي مقتدى الصدر حتى سحب الصدر جميع نوابه من البرلمان، مما أعطى إطار التنسيق الأغلبية المطلوبة لترشيح محمد شياع السوداني، رئيس وزراء العراق الحالي. أثناء ترشحه لمنصب رئيس الوزراء، التقى بالعديد من المسؤولين البريطانيين بما في ذلك رئيس المعهد الملكي للخدمات المتحدة (RUSI) ونائب رئيس الوزراء البريطاني السابق ديفيد ليدينغتون لمناقشة القضايا التي تواجه العراق. وصل الشيخ الخزاعي إلى المركز الثاني في الترشيحات.